# دهستان خرقان (رزن)

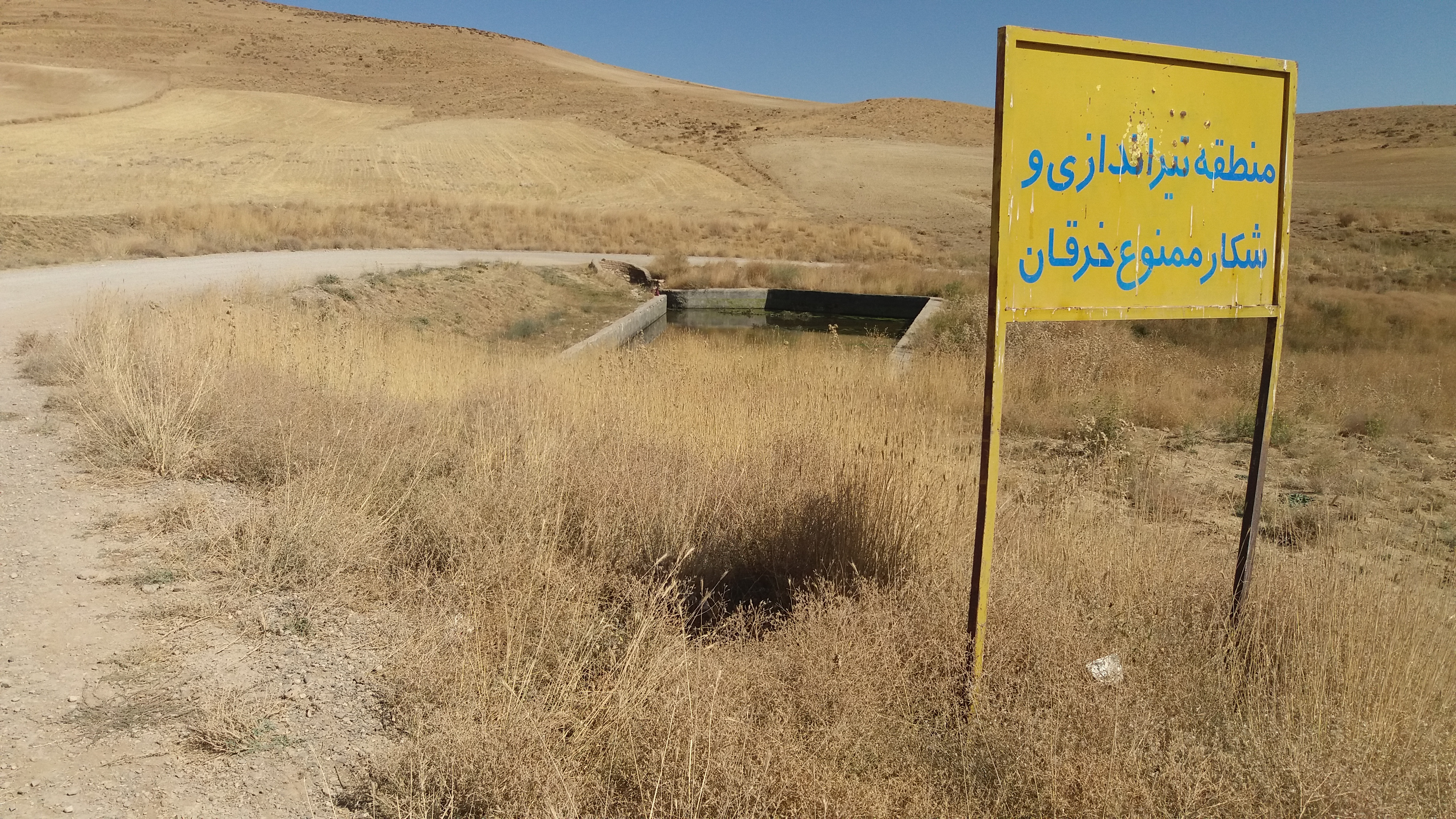
کوهستان خرقان

دهستان خرقان، یکی از دهستان‌های بخش مرکزی شهرستان رزن در استان همدان ایران است. مرکز این دهستان، روستای سورتجین است.

## جمعیت
بر پایه سرشماری عمومی نفوس و مسکن در سال ۱۳۹۵، جمعیت دهستان خرقان برابر با ۴٬۷۷۶ نفر بوده‌است.